# Крючково (Андреапольський район)
Крючково (рос. Крючково) — присілок в Андреапольському районі Тверської області Російської Федерації.
Населення становить 61 особу. Входить до складу муніципального утворення Андреапольський округ.

## Історія
Від 2006 до 2019 року входило до складу муніципального утворення Аксьоновське сільське поселення.

## Населення
| 1997 | 2002 | 2010 |
| ---- | ---- | ---- |
| 118  | ↘75  | ↘61  |